# أكسيجيناز شحمية

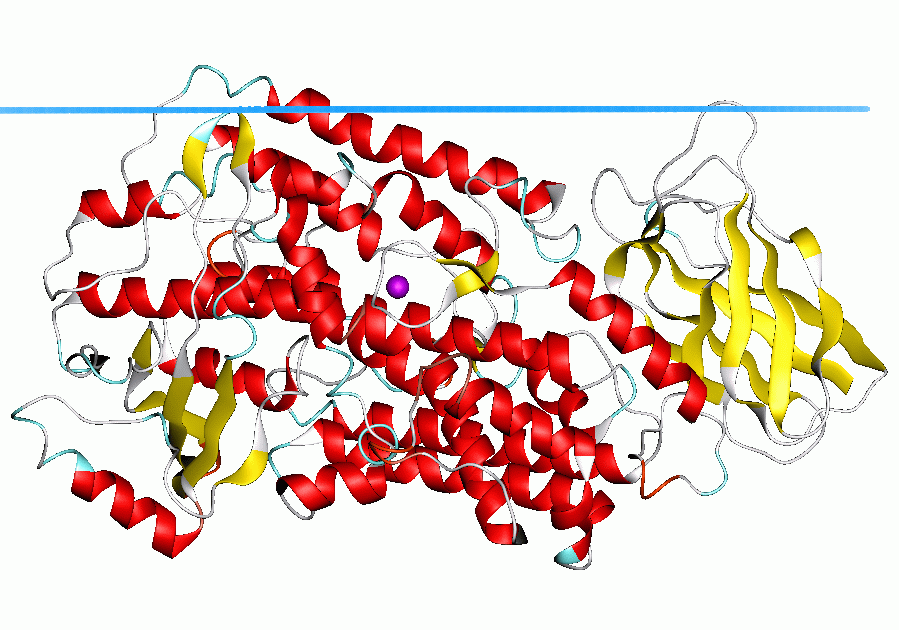
تمثيل لبنية الأوكسيجيناز الشحمية.

إنزيمات الأوكسيجيناز الشحمية أو الليبوكسيجيناز هي عائلة من الإنزيمات الحاوية على الحديد، والتي لا تحوي على الهيم، والتي تقوم بتحفيز تفاعل إضافة الأكسجين الجزيئي (أكسدة) إلى الأحماض الدهنية المتعددة غير المشبعة في الليبيدات إلى عوامل مساهمة في تأشير الخلية، مثل عمليات التأشير نظير الصماوي.
توجد هذه الإنزيمات في حقيقيات النوى، لكنها لا توجد في العتائق، والتي تحوي على إنزيمات مشابهة ولكن السلسلة الببتيدية المكونة للأحماض الأمينية تفتقد إلى الأطراف الرابطة للحديد.